# Pournoy-la-Chétive
Pournoy-la-Chétive (Duits: Kleinprunach) is een gemeente in het Franse departement Moselle (regio Grand Est) en telt 666 inwoners (1999). De plaats maakt deel uit van het arrondissement Metz.

## Geografie
De oppervlakte van Pournoy-la-Chétive bedraagt 2,6 km², de bevolkingsdichtheid is 256,2 inwoners per km².
De onderstaande kaart toont de ligging van Pournoy-la-Chétive met de belangrijkste infrastructuur en aangrenzende gemeenten.

## Demografie
Onderstaande figuur toont het verloop van het inwonertal (bron: INSEE-tellingen).